# ナタール植民地

ナタール植民地
Colony of Natal (英語)

国歌: God Save the Queen（英語）
女王陛下万歳

ナタール植民地（ナタールしょくみんち、英語: Colony of Natal）は、イギリスの植民地である。

## 解説
イギリスがナタール共和国を併合し、1843年5月4日にイギリスの植民地と宣言され、1910年5月31日に他の植民地と合併し南アフリカ連邦を形成し、ナタール州としてその一部となった。現在は南アフリカ共和国の州、クワズール・ナタール州となっている。   
イギリスの総督がこの地域に任命され、多くの入植者がヨーロッパとケープ植民地から移住した。農場の所有者は、プランテーションで働くズールー人労働者を集めるのに苦労した為、イギリスはインドからインド人を集めた。その結果、ダーバンはインド国外でインド人が最も集中する都市となった（インド系南アフリカ人）。